# Coppa Intercontinentale 1989 (hockey su pista)
La Coppa Intercontinentale 1989 è stata la 4ª edizione dell'omonima competizione di hockey su pista riservata alle squadre di club. Il torneo ha avuto luogo dal 3 al 4 gennaio 1989. Il trofeo è stato vinto dal Liceo La Coruña per la seconda volta nella sua storia.

## Squadre partecipanti
| Nazione   | Club            | Qualificazione                                      | Partecipazioni precedenti (il grassetto indica la vittoria) |
| --------- | --------------- | --------------------------------------------------- | ----------------------------------------------------------- |
| Argentina | Estudiantil     | Detentore del Campionato sudamericano di club 1988  | 1983                                                        |
| Spagna    | Liceo La Coruña | Quarti di finale della Coppa dei Campioni 1988-1989 | 1987                                                        |

## Risultati
| La Coruña 3 gennaio 1989 Finale di andata | Liceo La Coruña | 11 – 4 | Estudiantil | Pazo dos Deportes de Riazor |

| La Coruña 4 gennaio 1989 Finale di ritorno | Estudiantil | 2 – 8 | Liceo La Coruña | Pazo dos Deportes de Riazor |